# Hans Fogh
Hans Fogh (né le 8 mars 1938 et mort le 14 mars 2014 de la maladie de Creutzfeldt-Jakob) est un marin danois.

## Biographie
Hans Fogh représente son pays lors de quatre éditions des Jeux olympiques (1960, 1964, 1968 et 1972). Il remporte la médaille d'argent lors des Jeux olympiques d'été de 1960 dans l'épreuve du Flying dutchman. Il émigre ensuite vers le Canada et représente son nouveau pays aux Jeux olympiques d'été de 1976 et aux Jeux olympiques d'été de 1984. En 1984, il remporte la médaille de bronze dans l'épreuve du Soling. Durant toute sa carrière sportive, il monte sur de nombreux podiums européens et mondiaux.
Hans Fogh a fait carrière comme maître voilier après sa retraite sportive et a dirigé la succursale canadienne de la voilerie Elvström au Canada (Paul Elvström, régatier multimédaillé aux Jeux olympiques avait « essaimé » plusiueurs ateliers de confection de voiles et usines d'accastillage  dont une voilerie en France à Cannes La Bocca).
On doit à Hans Fogh la coupe de la voile du monotype Laser en 7M2 et de sa déclinaison en voile « radiale » réduite de 5,7M2 destinée aux athlètes féminines, ce sont les voiles ayant été reproduites au plus grand nombre d'exemplaires en raison de l'immense diffusion de ce voilier monotype.

## Palmarès

### Jeux olympiques
- Jeux olympiques de 1960 à Rome,  Italie
  -  Médaille d'argent
- Jeux olympiques de 1984 à Los Angeles,  États-Unis
  -  Médaille de bronze